# Exit poll

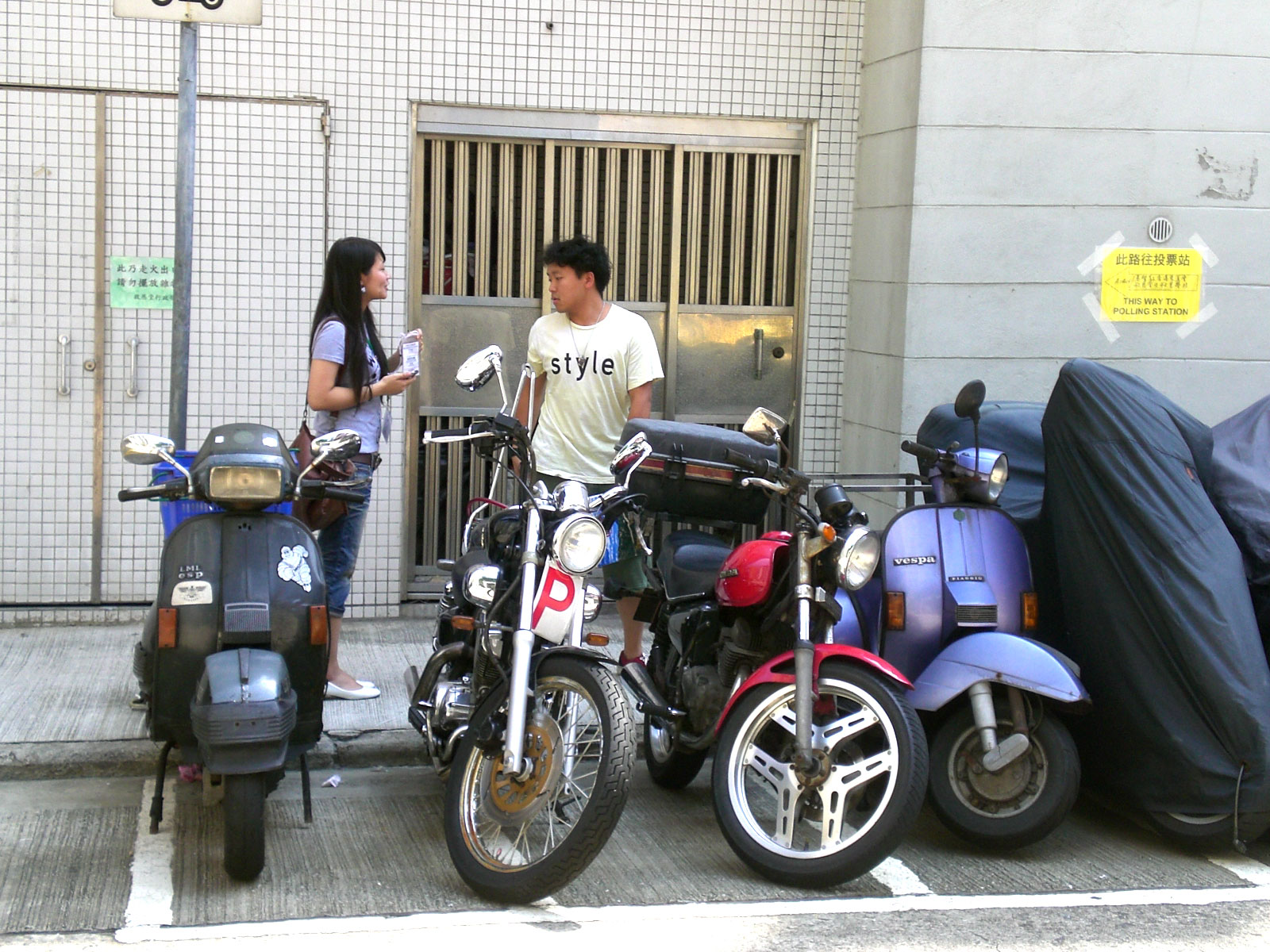
Exit poll během voleb v Hongkongu, při kterých respondent odpovídá u volební místnosti.

Exit poll je výzkum (průzkum veřejného mínění), kdy jsou během voleb dotazováni voliči právě vycházející z volebních místností. Na rozdíl od předvolebních průzkumů, kdy jsou lidé dotazování na to, koho plánují volit, u exit pollu odpovídají na to, koho právě volili. Exit poll je prováděn nezávislými agenturami kvůli co nejrychlejšímu naznačení skutečných volebních výsledků – výsledky exit pollu jsou obyčejně zveřejněny ihned po uzavření volebních místností, zatímco konečné výsledky voleb mohou být k dispozici až za několik hodin, nebo dokonce dní.
Exit poll je většinou ve formě buď ankety, vhozením lístku s kandidátem do urny nebo výběrem jména na volebním stroji. Výsledky exit polls bývají velmi přesné (mnohem přesnější než volební předpovědi), většinou se neliší o více než 2 procenta.[zdroj?]
Výsledky exit pollu jsou důležité také pro další analýzu voleb, například umožňuje zjistit sociodemografický profil voličů, kteří přišli k volbám, případně profil voličů jednotlivých stran. V Česku byly výzkumy exit poll zjišťovány v každých parlamentních volbách od roku 1990.